# Frederik Nielsen
Frederik Nielsen Lochte (nacido el 27 de agosto de 1983 en Kongens Lyngby, Dinamarca) es un exjugador profesional. Nielsen compite principalmente en la ATP Challenger Tour, en singles y dobles.
Nielsen es entrenado por su compatriota John Larsen Dane y es miembro del equipo de Copa Davis de Dinamarca. Su abuelo es el exfinalista de un grand slam Kurt Nielsen.

## Torneos de Grand Slam

### Dobles

#### Campeón (1)
| Año  | Torneo    | Pareja          | Oponentes en la final        | Resultado                     |
| 2012 | Wimbledon | Jonathan Marray | Robert Lindstedt Horia Tecau | 4-6, 6-4, 7-6(5), 6-7(5), 6-3 |

## Títulos ATP (3;0+3)

### Dobles (3)
| Leyenda                         |
| Grand Slam (1)                  |
| ATP Wourld Tour Finals (0)      |
| ATP Masters 1000 World Tour (0) |
| ATP World Tour 500 series (0)   |
| ATP World Tour 250 series (2)   |

| N.º | Fecha              | Torneo    | Superficie    | Pareja          | Oponentes en la final          | Resultado                     |
| --- | ------------------ | --------- | ------------- | --------------- | ------------------------------ | ----------------------------- |
| 1.  | 7 de julio de 2012 | Wimbledon | Hierba        | Jonathan Marray | Robert Lindstedt Horia Tecau   | 4-6, 6-4, 7-6(5), 6-7(5), 6-3 |
| 2.  | 5 de enero de 2014 | Chennai   | Dura          | Johan Brunstrom | Marin Draganja Mate Pavić      | 6-2, 4-6, [10-7]              |
| 3.  | 5 de mayo de 2019  | Múnich    | Tierra batida | Tim Puetz       | Marcelo Demoliner Divij Sharan | 6-4, 6-2                      |

#### Finalista (3)
| N.º | Fecha                    | Torneo    | Superficie    | Pareja           | Oponentes en la final                | Resultado      |
| --- | ------------------------ | --------- | ------------- | ---------------- | ------------------------------------ | -------------- |
| 1.  | 23 de septiembre de 2012 | Metz      | Dura (i)      | Johan Brunstrom  | Nicolas Mahut Edouard Roger-Vasselin | 6-7(3), 4-6    |
| 2.  | 12 de enero de 2013      | Auckland  | Dura          | Johan Brunstrom  | Colin Fleming Bruno Soares           | 6-7(1), 6-7(2) |
| 3.  | 13 de abril de 2019      | Marrakech | Tierra batida | Matwé Middelkoop | Jürgen Melzer Franko Škugor          | 4-6, 6-7(6)    |

## Enlaces
- Wikimedia Commons alberga una categoría multimedia sobre Frederik Nielsen.
- Ficha oficial de la ATP para Frederik Nielsen

- Datos: Q714047
- Multimedia: Frederik Løchte Nielsen / Q714047